# Dorfkirche Arosa

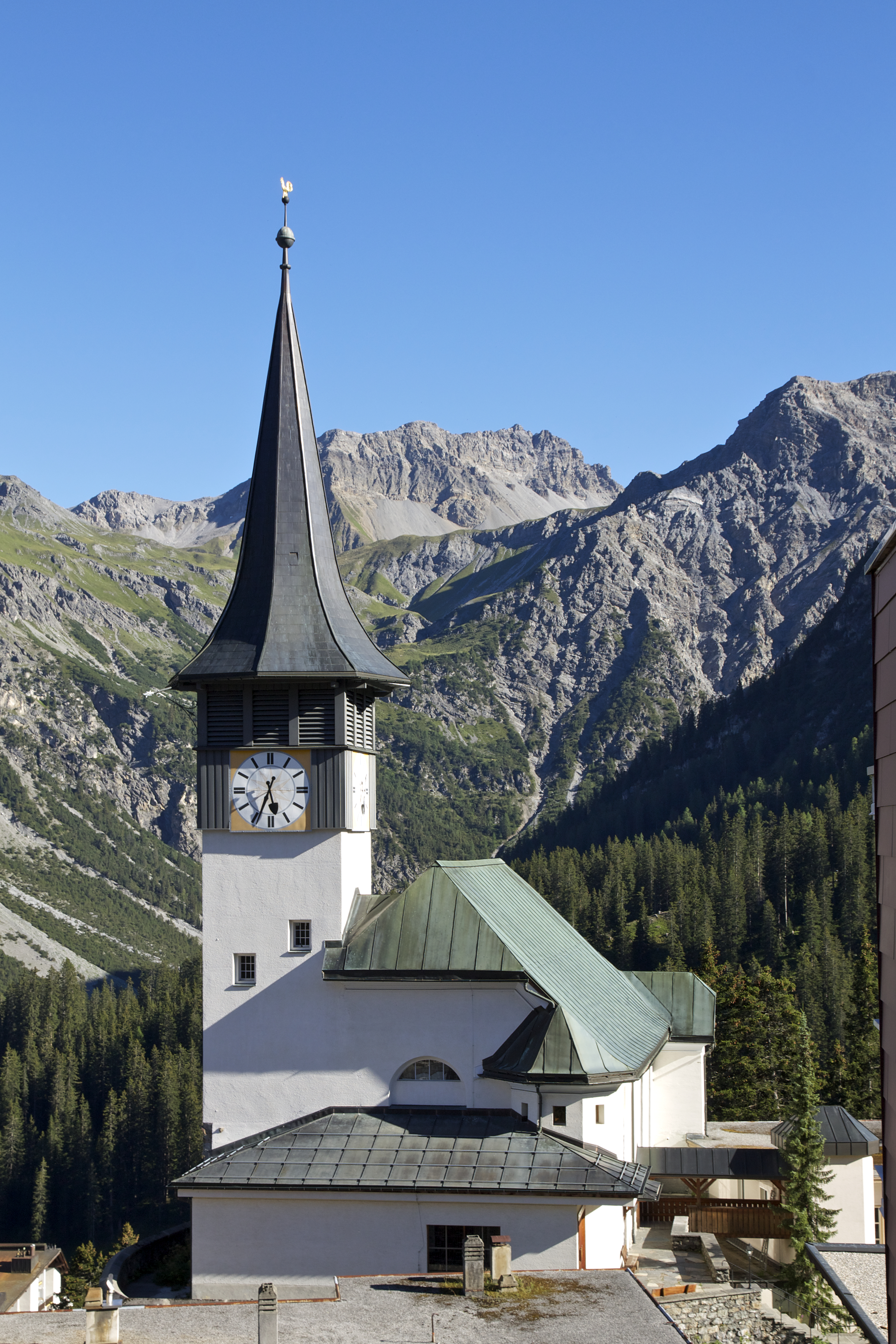
Dorfkirche Arosa, Nord- und Westfassade

Die Dorfkirche in Arosa ist ein evangelisch-reformiertes Gotteshaus im Schweizer Kanton Graubünden. Sie steht auf dem Hubel («Piz Erika») an der Poststrasse zwischen dem historischen Inner- und dem modernen Ausser-Arosa.

## Geschichte und Ausstattung

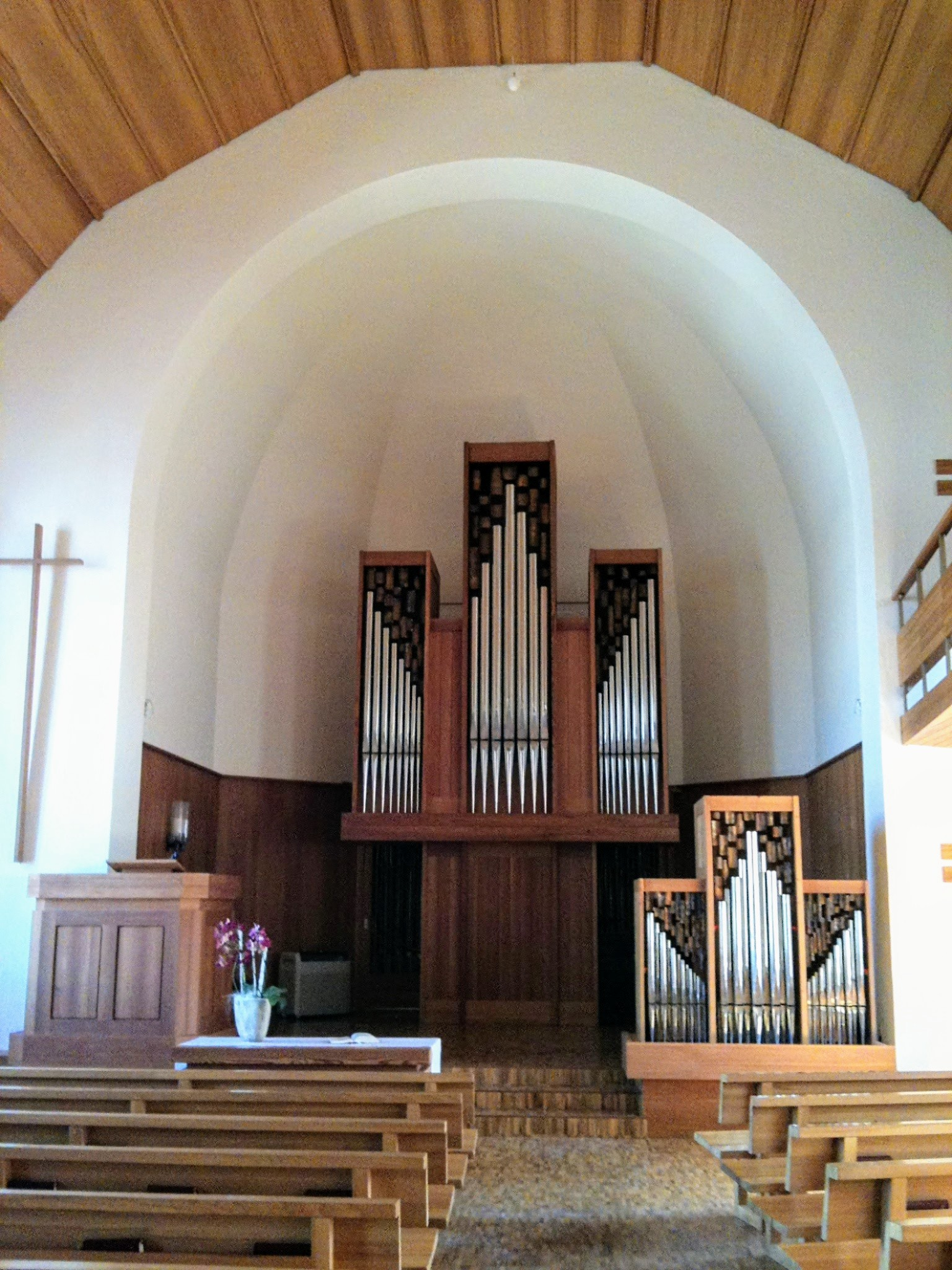
Innenraum mit Orgel

Die Dorfkirche löste 1909 nach zweijähriger Bauzeit das Bergkirchli als Gottesdienststätte ab und dokumentiert, zusammen mit der 1908 entstandenen englischen Kirche und der katholischen Kirche von 1907, Arosas Wandel innerhalb weniger Jahrzehnte vom Bauerndorf zum Weltkurort.
Sie ist im Jugendstil errichtet und steht unter Denkmalschutz. 1969 erfuhr sie eine Innenrenovation, bei der der Kirchenraum aufgehellt und eine neue Orgel installiert wurde.
Anstelle des ansonsten im reformierten Teil Graubündens üblichen zentralen Taufsteins steht ein aus Holz gefertigter Abendmahlstisch.
Die Orgel wurde 1969 von der Manufaktur Rieger Orgelbau aus Schwarzach in Vorarlberg gebaut. Sie besteht aus zwei Teilen. Das Hauptgehäuse ist mittig in der Rundung des Chors aufgestellt, das Rückpositiv steht am Chorbogen rechts als Gegenstück zur Kanzel auf der linken Seite. Das Instrument hat einen Umfang von 33 Registern auf drei Manualen – Rückpositiv, Hauptwerk, Schwellwerk – und Pedal.
Im Kirchturm hängt ein vierstimmiges Glockengeläut. Die Glocken haben die Schlagtöne cis′ – e′ – fis′ – a′.
Die Dorfkirche ist zentraler Veranstaltungsort für Konzerte und Vorträge des Kulturkreises Arosa. Sie kann gut 300 Besucher aufnehmen und ist damit das grösste kirchliche Bauwerk im Schanfigg. Im Jahr 2007 war sie Gastgeberin der Bündner Synode, nach 1910, 1935 und 1977 zum vierten Mal.
An die Kirche angebaut sind das Kirchgemeindehaus und die Pfarrwohnung.

## Kirchliche Organisation
Arosa bildet eine eigenständige Kirchgemeinde innerhalb der evangelisch-reformierten Landeskirche Graubünden.

## Varia
Am 2. März 2013 fand in der Dorfkirche Arosa die Trauung von Dressurreiterin Laura Bechtolsheimer und Polospieler Mark Tomlinson statt. Unter den zahlreich geladenen Hochzeitsgästen befanden sich unter anderem Catherine, Duchess of Cambridge, William, Duke of Cambridge sowie Harry of Wales.

## Galerie

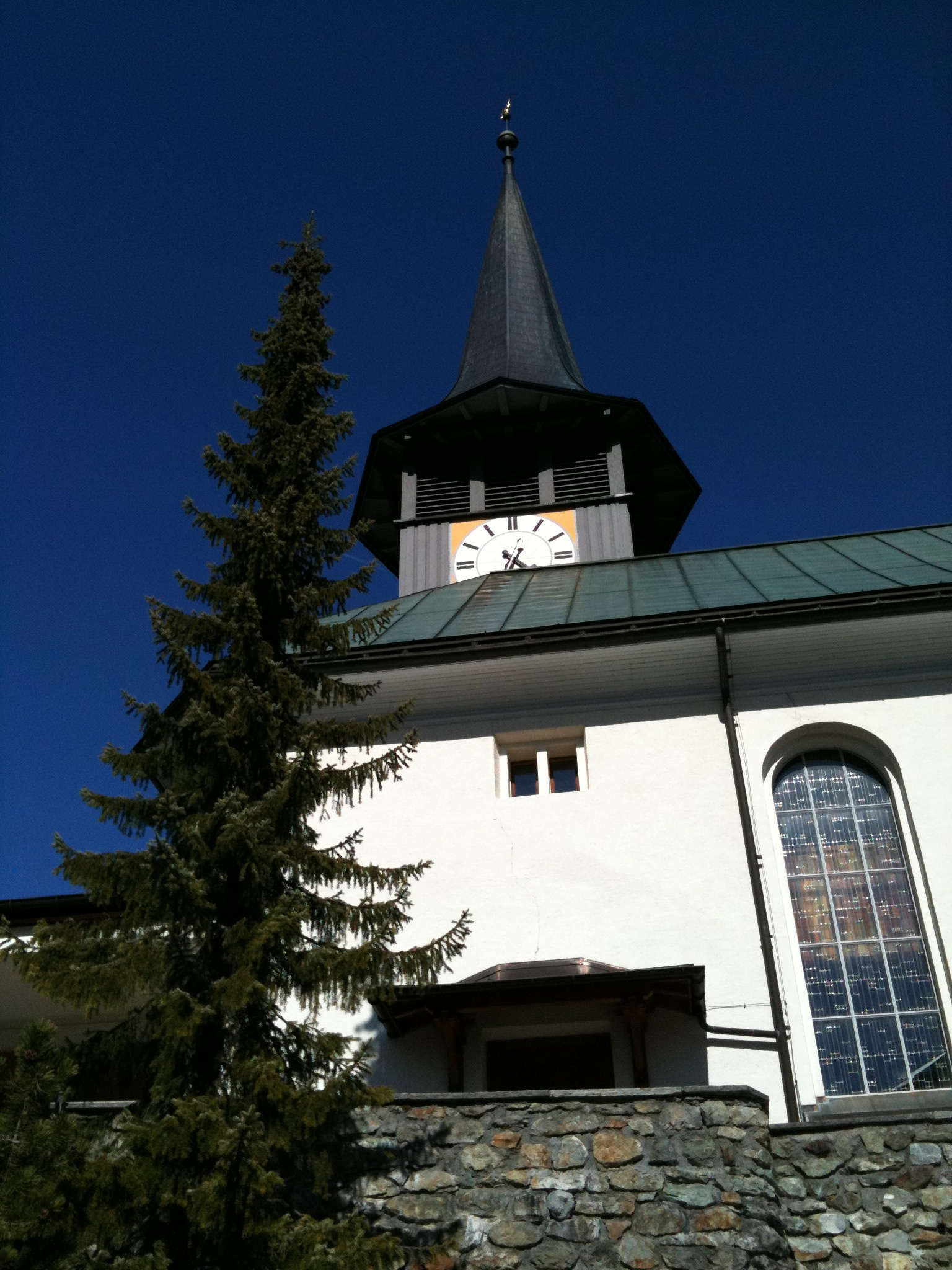
Westfassade und Turm
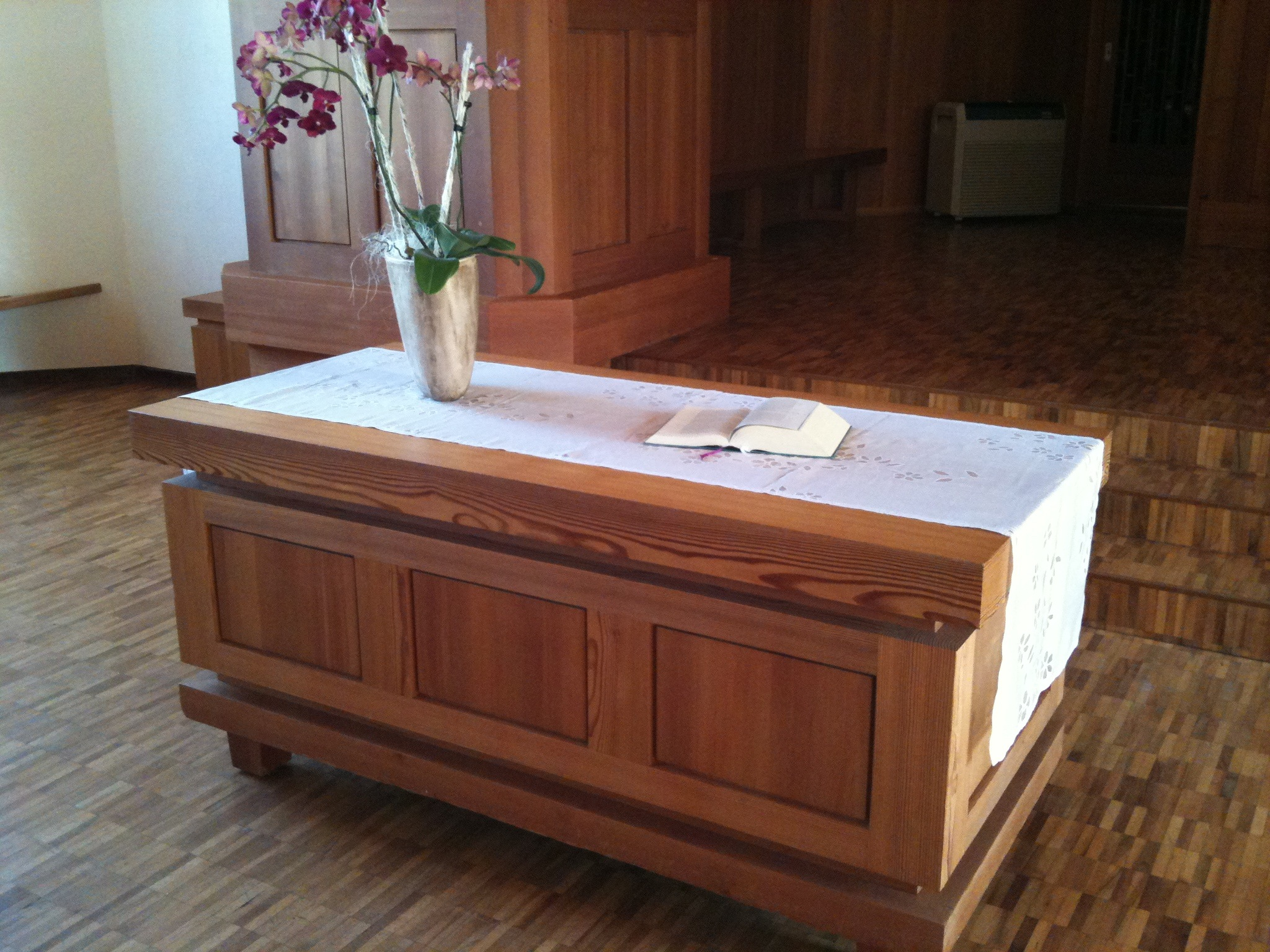
Abendmahlstisch
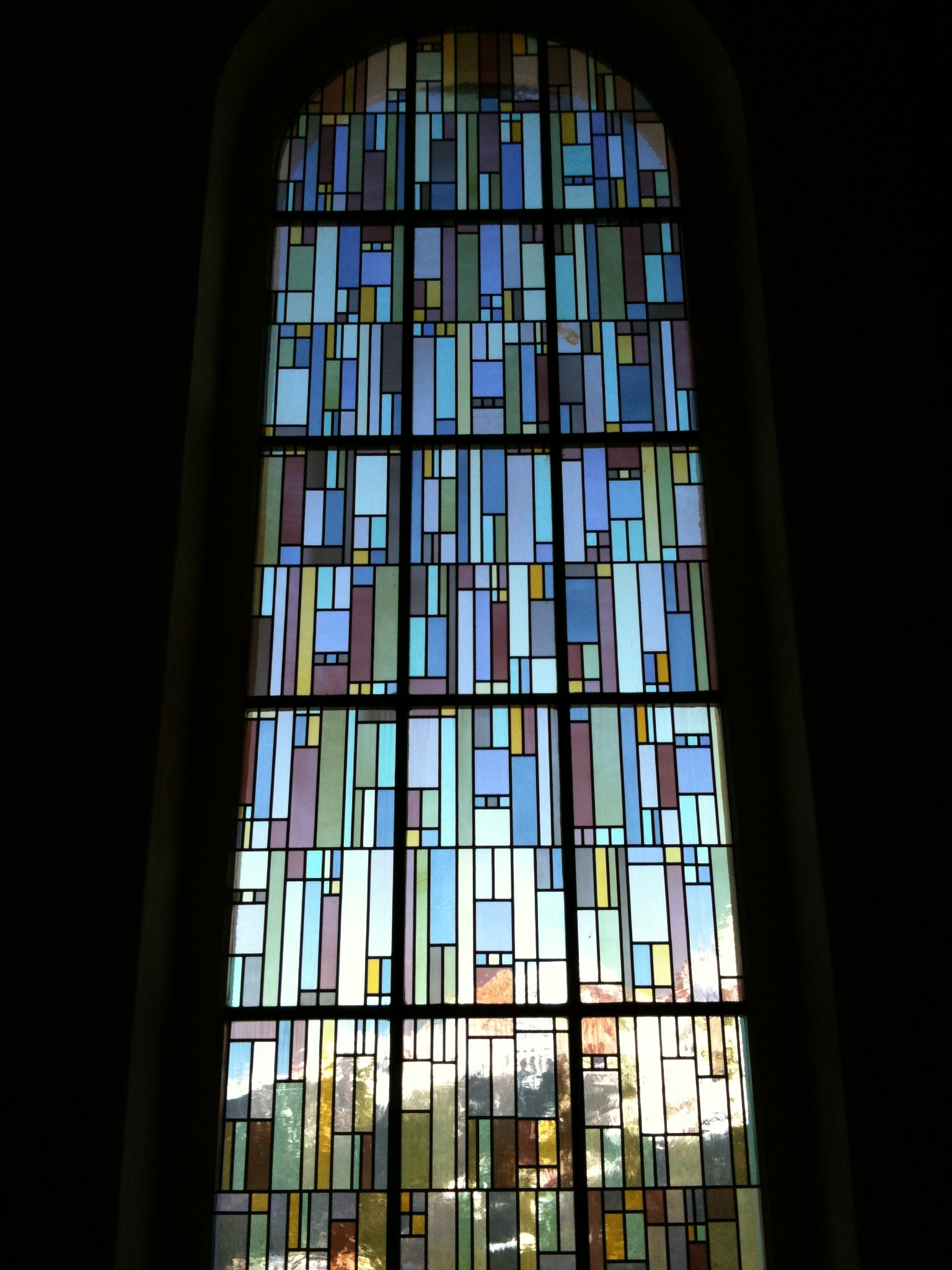
Glasfenster
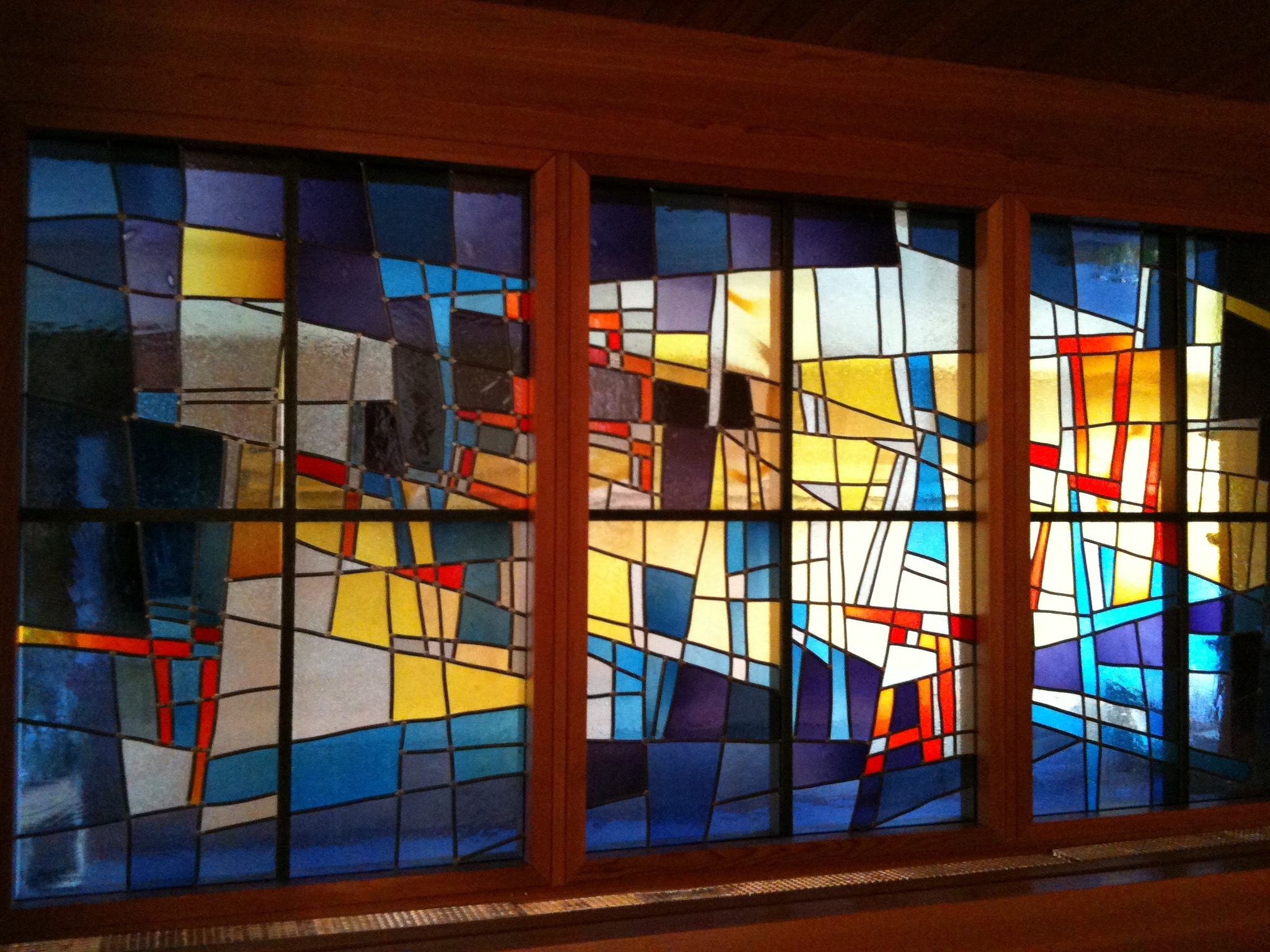
Glasfenster zum Vorraum hin
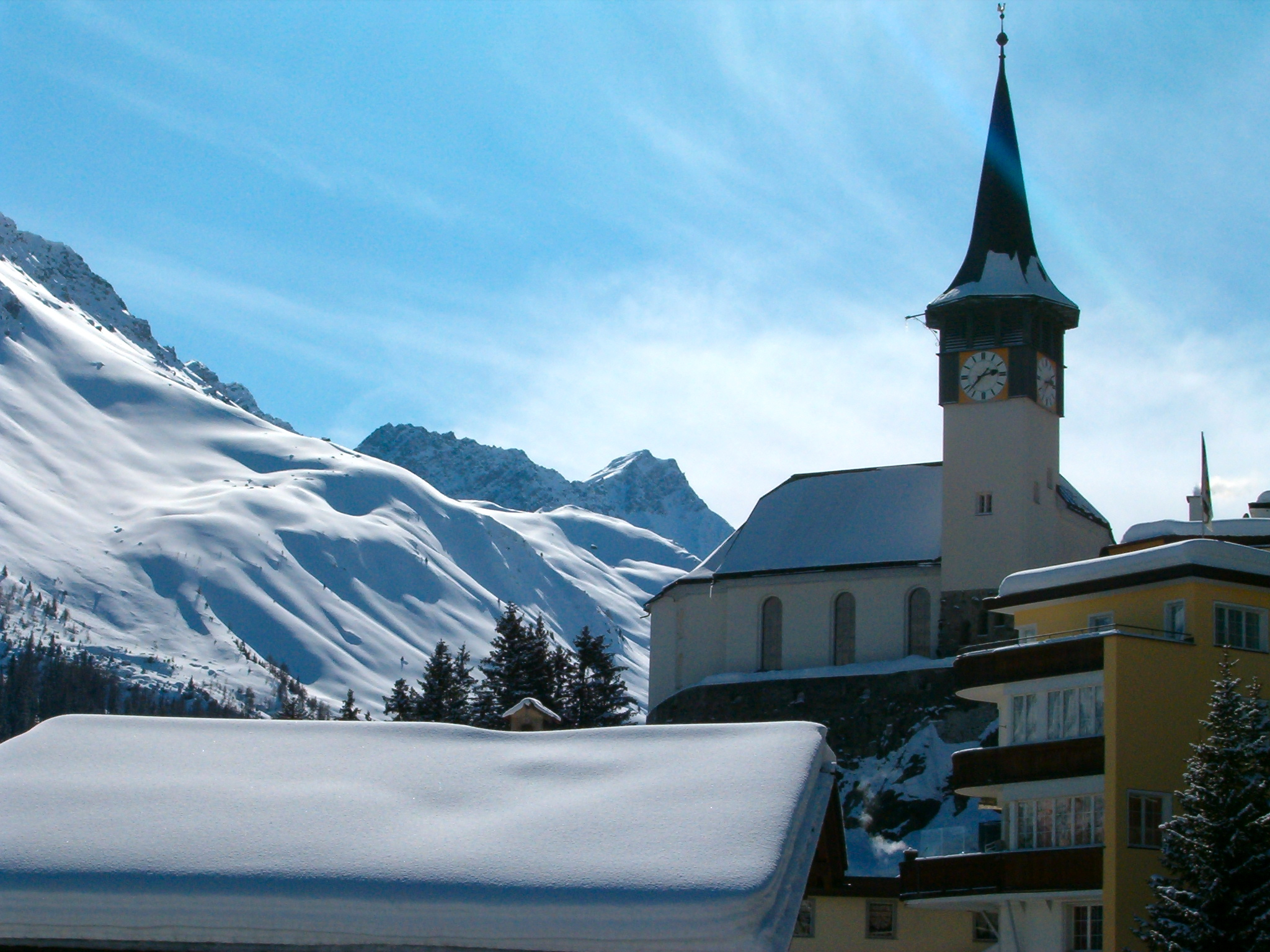
Die Ostfassade
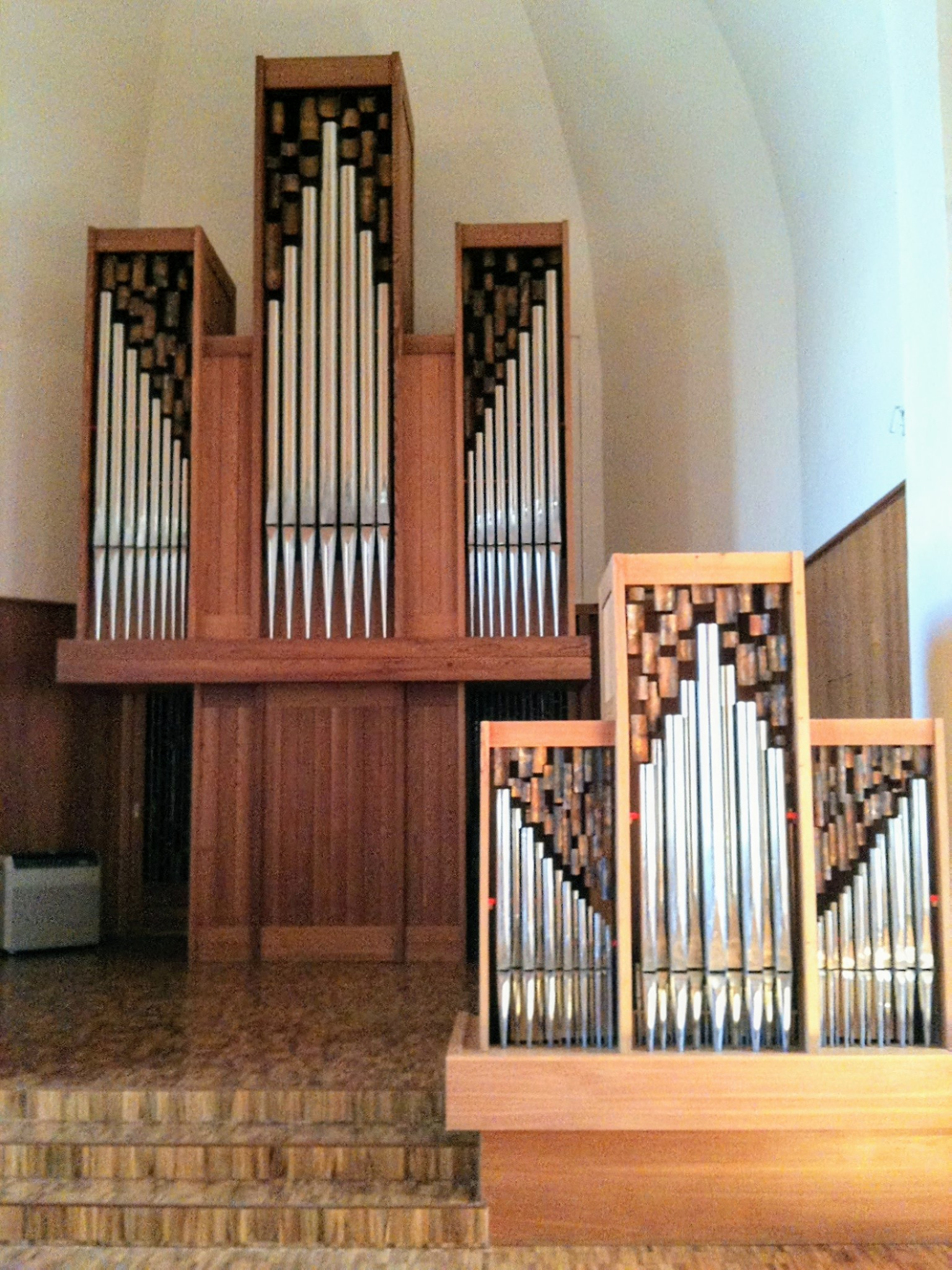
Orgel